# Jürgen Teichmann
Jürgen Teichmann (* 7. Juni 1941 in Hindenburg, Oberschlesien) ist ein deutscher Wissenschaftshistoriker, Physiker, Physikdidaktiker und Museumspädagoge. Von 1970 bis 2006 arbeitete er im Deutschen Museum in München, zuletzt als Leitender Museumsdirektor.

## Leben
Teichmann studierte von 1961 bis 1967 in Münster und München Physik und von 1968 bis 1972 Geschichte der Naturwissenschaften, Neuere Geschichte und Wissenssoziologie. 1972 wurde er in München promoviert in Physikgeschichte. 1987 habilitierte er sich. Seit 1992 ist er außerplanmäßiger Professor an der Universität München.
Er befasst sich mit Geschichte von Physik und Astronomie und deren Anwendungen in der Didaktik.
2004 wurde er Ehrendoktor an der Universität Göteborg.

## Schriften
Bücher:
- Wandel des Weltbildes. Astronomie, Physik und Meßtechnik in der Kulturgeschichte, Deutsches Museum 1980, 2. Aufl., Wissenschaftliche Buchgesellschaft, Darmstadt 1983, Rowohlt TB 1985 (in der Reihe: Kulturgeschichte der Naturwissenschaft und Technik, Hrsg. Deutsches Museum), Vieweg/Teubner 4. Auflage 1999.
- Zur Entwicklung der Grundbegriffe der Elektrizitätslehre, insbesondere des elektrischen Stromes bis 1820, Arbor Scientiarum, Hildesheim: Gerstenberg 1974 (Dissertation)
- mit Ernst Rödl, Adolf Wissner: Der gebändigte Blitz : illustrierte Geschichte der elektrischen Entdeckungen und Erfindungen, Oldenbourg, Stalling 1972
- Georg Christoph Lichtenberg : Physik, Technik und Ästhetik, Deutsches Museum 1975 (Sonderdruck aus Humanismus und Technik)
- Alessandro Volta und die Grundbegriffe Kapazität, Spannung, Ladungsmenge, Deutsches Museum 1978 (Sonderabdruck aus Physik und Didaktik)
- als Herausgeber: Georg Christoph Lichtenberg. Aphoristisches zwischen Physik und Dichtung, Vieweg/Teubner 1983
- mit Fritz Fraunberger: Das Experiment in der Physik : Ausgewählte Beispiele aus der Geschichte, Vieweg/Teubner 1984
- Zur Geschichte der Festkörperphysik. Farbzentrenforschung bis 1940, Boethius 17, Steiner Verlag 1988 (Habilitation)
- mit Joan Warnow-Blewett (Hrsg.): Guide to the sources for history of solid state physics, New York: Center for Physics 1992
- mit W. Schreier und M. Segre: Experimente, die Geschichte machten, München: Bayerischer Schulbuch-Verlag, 1995 (Neuauflage Deutsches Museum 2008)
- mit Ernst Ball und Johann Wagmüller: Einfache physikalische Versuche zu Geschichte und Gegenwart, München: Deutsches Museum, Kerschensteiner Kolleg, 7. Auflage 1999
- Vom Bernstein zum Elektron. Eine Kurzgeschichte der Elektrizität, München: Deutsches Museum, Abteilung Bildung, 3. Auflage 1998
- mit Franz Berr: Von Kräften, Wellen und eiskalter Luft; Arbeitsheft für die Abteilung Physik, München: Deutsches Museum, Abteilung Bildung, 5. Auflage 1997
- mit Gerhard Hartl, Karl Märker und Gudrun Wolfschmidt: Planeten, Sterne, Welteninseln. Astronomie im Deutschen Museum, Stuttgart: Franckh-Kosmos (als Führer Astronomie),  Neuauflage, München, Deutsches Museum 1999
- Das unendliche Reich der Sterne : die faszinierende Welt der Astronomie, Würzburg: Arena Verlag 2000
- Mit Einstein im Fahrstuhl : Physik einfach erklärt, Würzburg: Arena Verlag 2008
- Der Geheimcode der Sterne : eine neue Landschaft des Himmels und die Geburt der Astrophysik, Deutsches Museum 2016

Aufsätze:
- Point defects and ionic crystals, in: Lillian Hoddeson, Ernest Braun, Jürgen Teichmann, Spencer Weart: Out of the Crystal Maze - Chapters from the History of Solid State Physics, Oxford University Press, 1992
- Volta and the Quantitative conceptualisation of Electricity. From Electrical Capacity to the Preconception of Ohm's Law, Nuova Voltiana, Band 3, 2001, S. 53–80
- Utile et dulce - elektrische Schauexperimente im 18. Jahrhundert, in: G. Wolfschmidt (Hrsg.): Popularisierung der Naturwissenschaften, Berlin 2002, S. 239–253
- mit M. Eckert, St. Wolff: Physicists and Physics in Munich, Physics in Perspective, Band 4, 2002, S. 333–359.
- mit A. Noschka-Roos, T. Weber: Das Museum als öffentlicher Raum - Anspruch und Wirklichkeit. In: W. Füssl, H. Trischler (Hrsg.): Geschichte des Deutschen Museums. 2003
- Das Deutsche Museum. Ein Plädoyer für den Mythos von Objekt und Experiment, in: Sozialgeschichte der Technik. Ulrich Troitzsch zum 60. Geburtstag; hrsg. von Günter Bayerl und Wolfhard Weber, Münster/München/Berlin: Waxmann 1998 (=Cottbuser Studien zur Geschichte von Technik, Arbeit und Umwelt, Band 7), S. 199–208
- Studying Galileo at Secondary School: A Reconstruction of his „Jumping-Hill“ Experiment and the Process of Discovery, Science & Education, Band 8, 1999, S. 121–136.
- Historische Weltbilder, Astronomie und Raumfahrt im Unterricht, 6/1998, S. 13–16
- Das Experiment in Galileis Manuskripten - science in action und Mythos, in: Michael Segre, Eberhard Knobloch (Hrsg.): Der ungebändigte Galilei, Steiner Verlag 2001
- Galilei und das Experiment, Praxis der Naturwissenschaften/Physik, Band 56, 2007, S. 5–9
- Kapitel Luigi Galvani, Alessandro Volta, Georg Simon Ohm, Robert Wichard Pohl, in: K. von Meyenn: Die großen Physiker, 2 Bände, München, Beck, 1997
- Eine neue Landschaft des Unsichtbaren - dunkle Linien im Spektrum der Sterne. In: Jahrbuch für Europäische Wissenschaftskultur 6 (2011), ersch. 2012/2013, S. 273–325.
- mit Arthur Stinner: From William Hyde Wollaston to Alexander von Humboldt - Star Spectra and Celestial Landscape, Annals of Science, Februar 2013